# Present (esclavo)

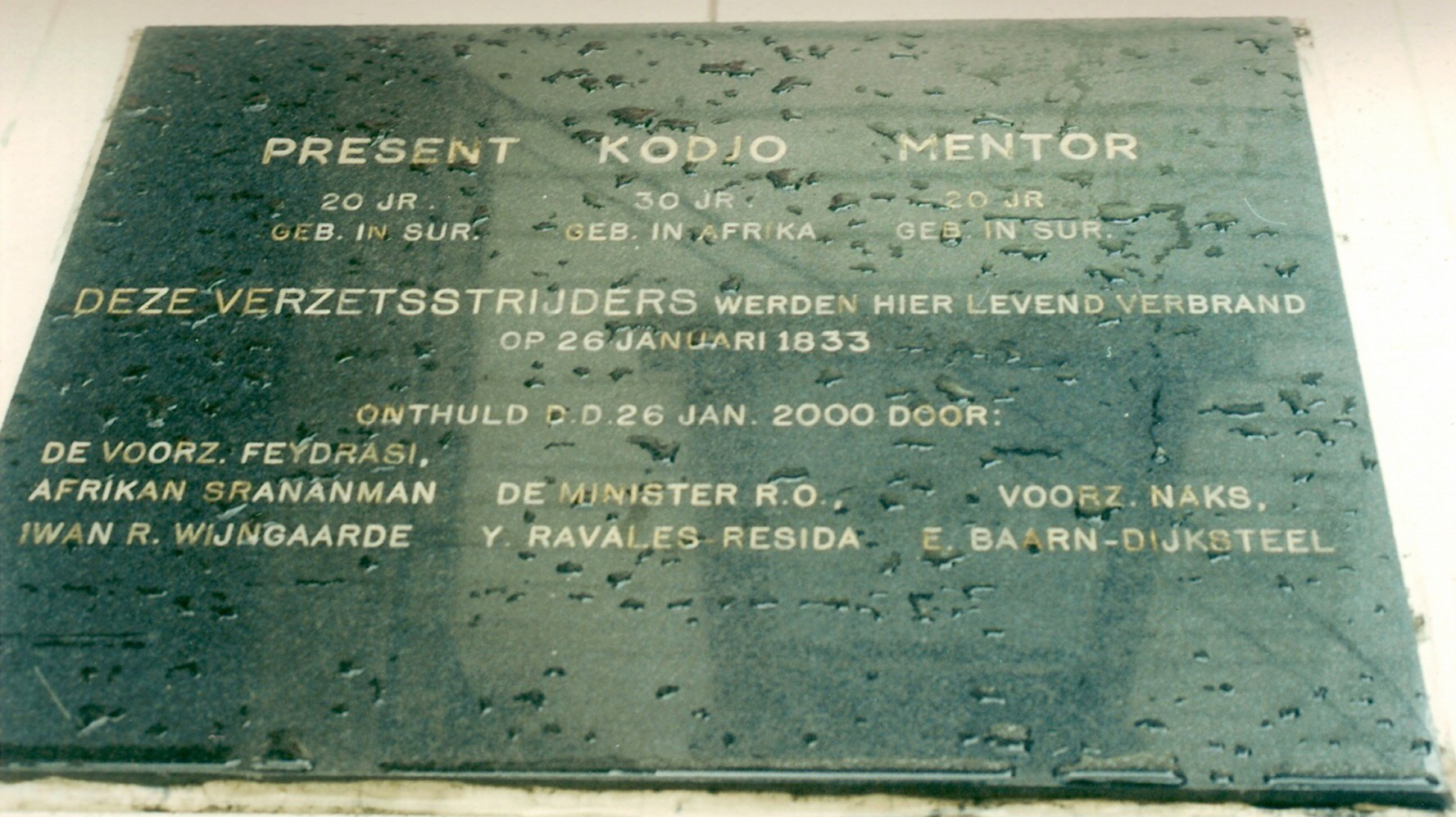
Placa conmemorativa en Paramaribo a los ejecutados Present, Kodjo y Mentor.

Present fue un esclavo nativo de Surinam. En 1832 a causa de las injusticias relacionadas con las penalidades excesivas y desproporcionadas que se les imponían aún en el caso de ofensas relativamente pequeñas, Present se escapó de su hogar y se escondió en "Picornobosch" en las afueras de Paramaribo. 
Desde allí junto con otros esclavos, se dedicaban a realizar robos menores en la ciudad para sobrevivir. El 3 de setiembre de 1832 comenzaron un incendio en un negocio de Monsanto, en la confusión se robaron bacalao y carne salada. A causa de fuertes vientos el incendio se extendió a otros edificios durante ese día y el día siguiente, y una gran parte de las construcciones de madera de la ciudad se vieron reducidas a cenizas.  Present junto con otros esclavos llamados Kodjo y Mentor fueron identificados como los líderes principales, siendo condenados a tortura y morir empalados. La ejecución se realizó el 26 de enero de 1833 en la plaza, a finales del siglo XX la plaza pasó a ser denominada "Kodjo, Mentor y Present" . 
- Datos: Q1962085